# República Juliana
La República Juliana o Repubblica Catarinense (nota anche con il nome di Repubblica di Santa Catarina) fu uno stato repubblicano proclamato all'interno dell'attuale stato di Santa Catarina in Brasile il 24 luglio del 1839 e durò fino al 15 novembre dello stesso anno.
Proclamò la sua indipendenza durante la Guerra dei Farrapos, iniziata nella vicina provincia di Rio Grande do Sul dove fu proclamata la Repubblica Riograndense, che quindi si estese anche alla neonata repubblica.
La República Juliana, proclamata da Davi Canabarro e Giuseppe Garibaldi, formò una confederazione con la repubblica vicina
I ribelli non riuscirono a conquistare la capitale provinciale Ilha de Nossa Senhora do Desterro, poiché le loro forze navali furono trovate e distrutte dalla marina imperiale brasiliana al fiume Massiambu (nel continente, a sud dell'isola di Santa Caterina) mentre le forze ribelli si preparavano ad attaccare Nossa Senhora do Desterro.
A novembre le forze imperiali presero la capitale di Juliana, Laguna.